# Orgelet
Orgelet település Franciaországban, Jura megyében. Lakosainak száma 1571 fő (2022. január 1.). Orgelet Dompierre-sur-Mont, Chambéria, Chavéria, Coyron, Écrille, Maisod, Mérona, Moutonne, Onoz, Plaisia, Présilly, Sarrogna és La Tour-du-Meix községekkel határos.

## Népesség
A település népességének változása:
| Lakosok száma | 1584 | 1569 | 1627 | 1596 | 1605 | 1606 | 1604 | 1587 | 1571 |
|               | 2013 | 2015 | 2016 | 2017 | 2018 | 2019 | 2020 | 2021 | 2022 |